# In the Shadow of the Pines (film d'animation)
Pour l’article homonyme, voir In the Shadow of the Pines.
Pour plus de détails, voir Fiche technique et Distribution.
In the Shadow of the Pines est un court métrage d'animation québécois réalisé par Anne Koizumi (en), sorti en 2020. Le film est projeté dans de nombreux festivals du film documentaire et d'animation dont le Festival international canadien du documentaire Hot Docs, le Festival international du film d'animation d'Ottawa et les Sommets du cinéma d'animation, avant d'être diffusé sur la plateforme CBC Gem,. Il remporte le prix du meilleur court métrage narratif et du meilleur film d'animation canadien au Festival international du film d'animation d'Ottawa, en plus d'être nommé pour le Prix Iris du meilleur court métrage d'animation au 23e Gala Québec Cinéma. 

## Synopsis
Le film explore le processus de deuil vécu par la réalisatrice à la suite du décès de son père, un immigré japonais, au début des années 2010. S'inspirant de ses souvenirs d'enfance, Koizumi met en scène une conversation imaginée où elle revient sur des événements survenus alors que son père était employé comme concierge dans son école primaire. À travers ce dialogue, elle expose le sentiment de honte éprouvé durant son enfance face à son identité et décortique ses effets sur ses relations familiales.

## Analyse
En entrevue, la réalisatrice explique que son travail sur le film a eu un effet « thérapeutique » pour elle, lui permettant de communiquer des sentiments enfouis et d'entrer en connexion avec son père, même après sa mort. Pour elle, le film agit comme une réclamation de sa propre histoire à travers celle de son père.
Koizumi emploie la technique d'animation image par image et met en scène des personnages sculptés en pâte à modeler, des miniatures et des découpages en papier pour évoquer l'environnement de l'enfance. 

## Fiche technique
- Titre original : In the Shadow of the Pines
- Réalisation et scénario : Anne Koizumi
- Animation : Jérôme Bretéché, Anne Koizumi
- Conception sonore et mixage : René Portillo Ruiz
- Montage : Anne Koizumi
- Production : Anne Koizumi, Sahar Yousefi
- Productrice exécutive : Lesley Birchard (CBC Docs)
- Société de production : Nava Projects
- Société de distribution : Canadian Broadcasting Corporation
- Musique originale : respectfulchild
- Pays d'origine :  Canada ( Québec)
- Langue originale : anglais, japonais
- Genre : Animation — Animation image par image[5]
- Durée : 7 minutes
- Date de sortie:
  - Canada : 2020

## Distribution

### Voix originales anglaises
- Mikio Owaki
- Anne Koizumi

## Distinctions

### Récompenses
- 2020 : Prix du meilleur court métrage narratif, Festival international du film d'animation d'Ottawa
- 2020 : Prix de la meilleure animation canadienne, Festival international du film d'animation d'Ottawa
- 2021 : Prix du meilleur court métrage d'animation, Festival international du film de San Francisco
- 2023 : Prix du meilleur court métrage, Compétition de court métrage Asiate en court, Festival Accès Asie[6]

### Nominations et sélections
- 2020 : Festival international canadien du documentaire Hot Docs, sélection officielle et mention honorable pour le Prix Betty Youson du meilleur court métrage documentaire canadien[7].
- 2021 : 23e Gala Québec Cinéma, Prix Iris du meilleur court métrage d'animation[8].
- 2021 : Sommets du cinéma d'animation, sélection officielle[9]